# Dolindo Ruotolo

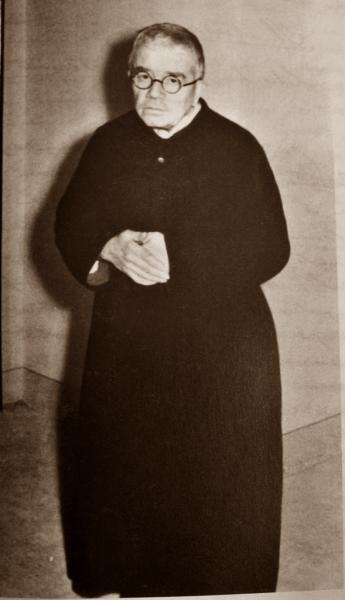
Dolindo Ruotolo

Dolindo Ruotolo OFM (* 6. Oktober 1882 in Neapel, Italien; † 19. November 1970 ebenda) war ein neapolitanischer franziskanischer Priester, Tertiare und wird von der katholischen Kirche als Diener Gottes verehrt.

## Leben
Ruotolo wurde als fünftes von elf Kindern des Mathematikers Raffaele Ruotolo und Silvia Valle geboren. Seine Eltern entstammten dem neapolitanischen und spanischen Adel. Er hatte in seiner Kindheit viele gesundheitliche Probleme und erlebte auch wirtschaftliche Spannungen in der Familie. Sein Vorname bezieht sich auf das italienische Wort für Schmerz: "dolore". 1896, als sich seine Eltern trennten, wurde er zusammen mit seinem jüngeren Bruder Elio auf die Scuola Apostolica dei Preti della Missione geschickt und drei Jahre später begann er das Noviziat. Am 1. Juni 1901 legte er seine Gelübde ab und bewarb sich erfolglos um eine Entsendung als Missionar nach China.
Nach der Priesterweihe am 24. Juni 1905 wurde er zum Professor der Seminaristen an der Scuola Apostolica ernannt und Kantor für Gregorianischen Choral. Kurzzeitig wurde er nach Tarent und dann nach Molfetta abgesandt, wo er an der Reform des Seminars beteiligt wurde.
Als er am 29. Oktober 1907 nach Neapel zurückgerufen wurde, erklärte er, kein Interesse mehr an der Stelle zu haben, und wurde daraufhin von seinem Priesteramt suspendiert. Er wurde angeklagt, ein "eretico formale e dogmatizzante" (Häretiker nach Form und Lehre) zu sein und ging nach Rom, um sich dem Urteil der Kongregation für die Glaubenslehre zu unterziehen: vier Monate lang wurde er befragt, ohne seinen Meinungen abzuschwören. Daraufhin wurde er endgültig suspendiert. Er musste sich einem psychiatrischen Gutachten unterziehen, welches ihm jedoch geistige Gesundheit bescheinigte. Am 13. April 1908 wurde er nach Neapel zum Superior der Kongregation gerufen, der an ihm einen Exorzismus vornahm.
Danach wurde er nach Rossano in Kalabrien geschickt; am 8. August 1910 wurde der Antrag auf Revision der Suspension angenommen und zweieinhalb Jahre nach der Suspendierung wurde er rehabilitiert. Jedoch wurde er im Dezember 1911 nochmals nach Rom gerufen und dann nach Neapel versetzt. 1921 wurde er erneut verurteilt und suspendiert und danach erst wieder am 17. Juli 1937 rehabilitiert.
Sein Leben als Diözesanpriester verbrachte er in Neapel an der Kirche San Giuseppe dei Nudi, an der sein Bruder Elio Pfarrer war. Dort verfasste er das Werk Opera di Dio (Werk Gottes) und die Oper Apostolato Stampa.

## Werk
Ruotolo hinterließ den Kommentar Commento alla Sacra Scrittura in 33 Bänden und eine ganze Reihe von theologischen und asketischen und mystischen Schriften sowie mehrere Bände an Briefen und autobiographischen und dogmatischen Schriften. Der Commento alla Scrittura benutzt traditionelle exegetische Methoden und versucht, den Bruch zwischen Glauben und Wissenschaft (frattura tra scienza e fede) auszugleichen. Er wurde daraufhin vom Päpstlichen Bibelinstitut und von der Päpstlichen Bibelkommission bekämpft. Leiter der Institute waren zu dieser Zeit Augustin Bea und Eugène Tisserant. Sein Werk wurde von der Kongregation für die Glaubenslehre auf Anklage von Alberto Vaccari verurteilt, obwohl Giovanni Maria Sanna, Bischof von Gravina e Irsina, und Giuseppe Maria Palatucci, Bischof von Campagna, ihn verteidigten.
1960 hatte er einen Schlaganfall, wodurch seine linke Körperseite gelähmt war. Er starb am 19. November 1970. Er wurde in der Kirche Nostra Signora di Lourdes in Neapel beigesetzt. Bald darauf entwickelte sich eine Heiligenverehrung.

## Verehrung
Schon zu Lebzeiten stand er im Ruf der Heiligkeit. Pio da Pietrelcina hatte einem Pilger, der zu ihm kam, bereits gesagt: "Warum kommst du hierher, du hast doch Dolindo in Neapel? Geh zu ihm, der ist ein Heiliger."
Der Biograph Luca Sorrentino berichtet:
 Er war ein Amanuensis des Heiligen Geistes, eine Weisheit von Oben, ein Wunderwirker von keiner geringeren Größe als Pio da Pietrelcina, ein stigmatisierter Christi schon im Namen, ein erwählter Sohn der Jungfrau, erleuchtet von der Weisheit der Schrift, ein treuer Diener der nichts von nichts in Gott sein wollte und alles in Gott bei den Menschen.
Er wird als Diener Gottes verehrt und befindet sich gegenwärtig im Seligsprechungsprozess der katholischen Kirche.

## Werke
- Gesù,pensaci tu (Jesus, ich glaube)
- Chi morrà vedrà (Wer wird sterben? ; über Fegefeuer und Paradies)
- Commento alla Sacra Scrittura (Kommentar zur Heiligen Schrift, 33 Bde.)
- Così ho visto l'Immacolata (So sah ich die Unbefleckte)
- Dalla sorgente rivoli di luce (Aus der Quelle strömt das Licht)
- Don Dolindo e il Sant'Uffizio (Don Dolindo und die Kongregation für die Glaubenslehre; Brief aus Rom)
- Epistolari (Briefe, 3 Bde.)
- Fui chiamato Dolindo, che significa dolore. Pagine di autobiografia, (Ich wurde Dolindo genannt, das bedeutet Schmerz. Autobiographische Seiten) Sessa Aurunca-Napoli-Riano, 1972.
- Fuoco che non riposa (Feuer das nicht endet).
- I fioretti di Don Dolindo (Florilegium)
- Il piccone che scava brillanti (Die Axt die Brillanten gräbt)
- La dottrina cattolica (Die katholische Lehre Katechismus)
- Maria... chi mai sei tu? (Maria... wer bist du?)
- Nei raggi della grandezza e della vita sacerdotale (In den Strahlen der Größe und im priesterlichen Leben)
- Opuscoli (Kleinwerke - Predigten etc.)
- Slanci di amore a Gesù e a Maria (Seufzer der Liebe an Jesus und an Maria)
- Una profonda riforma del cuore alla scuola di Maria (Eine tiefgreifende Änderung des Herzens in der Schule Marias)
- Vieni, o Spirito Santo! (Komm, Heiliger Geist!)